# 坂上苅田麻呂

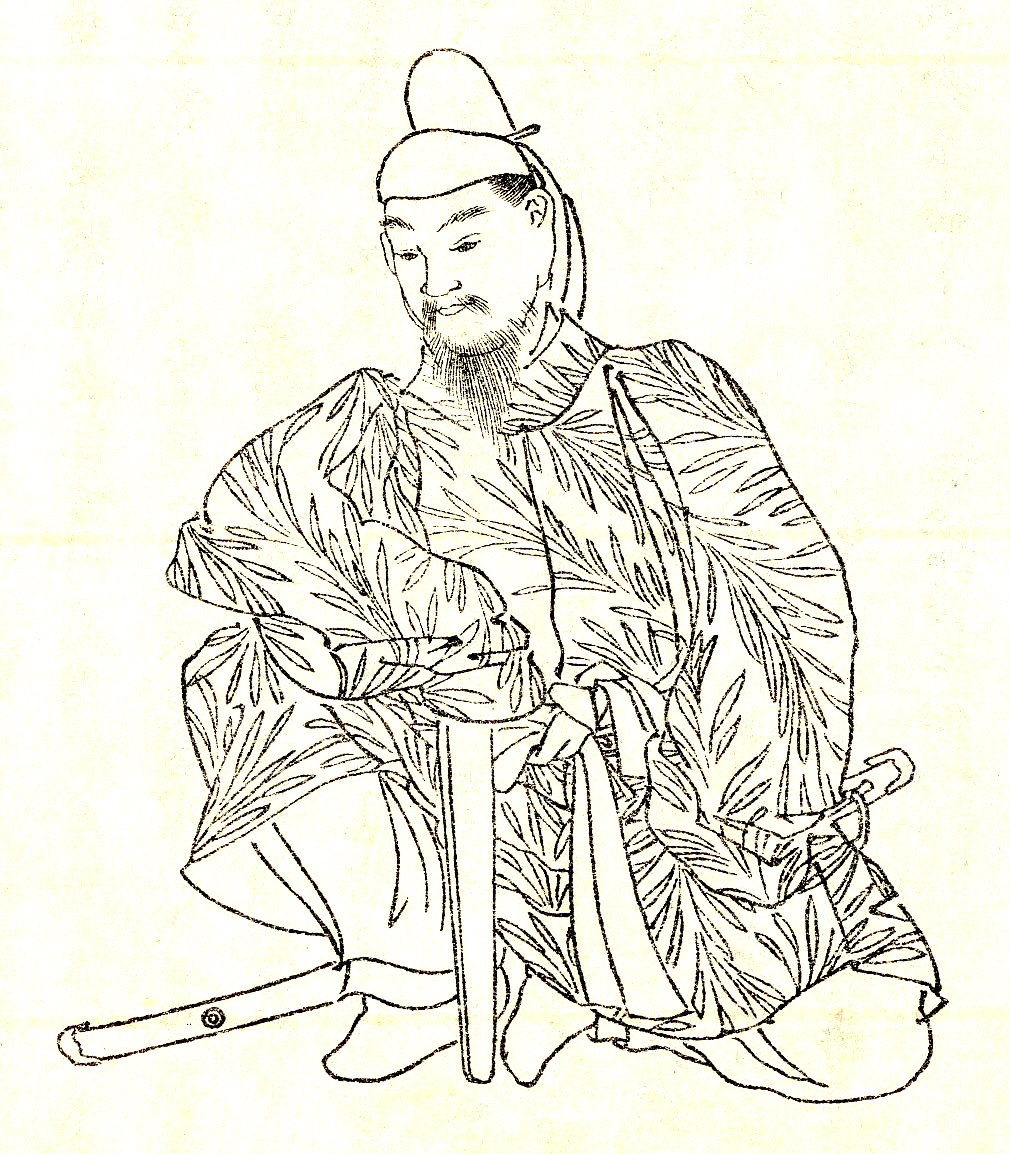
坂上苅田麻呂

坂上苅田麻呂，（727年-786年）奈良时代公卿武人，官职從三位左京大夫。
他祖先是阿知使主，父坂上犬養，他曾參与平定藤原仲麻呂之乱，他儿子是第二任征夷大將軍坂上田村麻呂。